# Peuratunturi
Peuratunturi är en kulle i Finland.   Den ligger i den ekonomiska regionen  Östra Lapplands ekonomiska region  och landskapet Lappland, i den norra delen av landet, 900 km norr om huvudstaden Helsingfors. Toppen på Peuratunturi är 522 meter över havet, eller 203 meter över den omgivande terrängen. Bredden vid basen är 2,4 km.
Terrängen runt Peuratunturi är platt åt sydväst, men åt nordost är den kuperad. Trakten runt Peuratunturi är nära nog obefolkad, med mindre än två invånare per kvadratkilometer. Det finns inga samhällen i närheten. 